# Valerian D’Souza
Valerian D’Souza (* 3. Oktober 1933 in Poona, Maharashtra, Indien; † 25. Februar 2020 in Hadapsar, Pune, Indien) war ein indischer Geistlicher und römisch-katholischer Bischof von Poona.

## Leben
Valerian D’Souza trat nach seinem Studium der Physik, Chemie und Mathematik (Abschluss: B. Sc.) an dem Nowrosjee Wadia College in das Päpstliche Priesterseminar von Pune ein und studierte in Pune Philosophie. Sein Theologiestudium absolvierte er in Eichstätt und an der jesuitischen Philosophisch-Theologischen Hochschule Sankt Georgen in Frankfurt am Main. Er empfing am 29. Juni 1961 in Eichstätt die Priesterweihe und wurde in den Klerus des Bistums Poona inkardiniert. An der Garrison High School (heute: St. Jude High School) absolvierte er ein Bachelorstudium der Erziehungswissenschaften. 1971 wurde er Generalvikar, ab 1976 Kapitularvikar, des Bistums Poona.
Papst Paul VI. ernannte ihn am 7. Juli 1977 zum Bischof von Poona, der Partnerdiözese des Bistums Eichstätt. Die Bischofsweihe spendete ihm der Erzbischof von Bombay, Valerian Kardinal Gracias, am 25. September desselben Jahres; Mitkonsekratoren waren Ignatius P. Lobo, Bischof von Belgaum, und Charles Gomes SJ, Bischof von Ahmedabad.
Er war unter anderem Vorsitzender der Kommission für die Seminare, Klerus und Religion sowie Vorsitzender der Kommission für die Jugend in der Regionalen Bischofskonferenz West (CBCI Western Region). In der indischen Bischofskonferenz selbst hatte danach er die Präsidentschaft der Bischofskonferenz West (CBCI Western Region) inne und war Vorsitzender der Kommission für die Frauen. 2002 wurde er Vizepräsident der indischen Bischofskonferenz. Papst Johannes Paul II. berief ihn bereits 2000 in den Päpstlichen Rat Cor Unum, das Mandat wurde 2007 verlängert um fünf Jahre. 2007 war er Apostolischer Administrator des Bistums Nashik. Valerian D’Souza war bekannt als singender Bischof. 2020 veröffentlichte er die Bücher L„ove is the only Answer“ and „Shepherd’s Voice“.
Am 4. April 2009 nahm Papst Benedikt XVI. sein aus Altersgründen vorgebrachtes Rücktrittsgesuch an.